# Двадесета изложба УЛУС-а (1955)
Двадесета изложба УЛУС-а (1955) је трајала од 19.октобра до 2. новембра и од 4. до 18. новембра 1955. године. Одржана је у галеријском простору Удружења ликовних уметника Србије односно у Уметничком павиљону "Цвијета Зузорић", у Београду.

## Излагачи

### Сликарство
Радови изложени од 19. октобра до 2. новембра:
1. Стеван Максимовић
2. Зоран Мандић
3. Милан Маринковић
4. Мома Марковић
5. Радомир Миленковић
6. Душан Миловановић
7. Милан Миљковић
8. Момчило Мирчић
9. Драгутин Митриновић
10. Милун Митровић
11. Предраг Михаиловић
12. Мирјана Михаћ
13. Душан Мишковић
14. Светислав Младеновић
15. Сава Николић
16. Мирјана Николић-Пећинар
17. Владислав Новосел
18. Миливој Олујић
19. Бранко Омчикус
20. Анкица Опрешник
21. Лепосава Ст. Павловић
22. Споменка Павловић
23. Чедомир Павловић
24. Драгољуб Перић
25. Јефта Перић
26. Зора Петровић
27. Зоран Петровић
28. Јелисавета Ч. Петровић
29. Милорад Пешић
30. Васа Поморишац
31. Ђорђе Поповић
32. Зора Поповић
33. Милан Поповић
34. Мирко Почуча
35. Божидар Продановић
36. Михаило-Бата Протић
37. Миодраг Протић
38. Божидар Раднић
39. Иван Радовић
40. Ђуро Радоњић
41. Милан Радоњић
42. Ратимир Руварац
43. Драган Савић
44. Федор Соретић
45. Десанка Станић
46. Бранко Станковић
47. Боривоје Стевановић
48. Едуард Степанчић
49. Божидар Стојановић
50. Владимир Стојановић
51. Драгослав Стојановић-Сип
52. Живко Стојсављевић
53. Светислав Страда
54. Дмитар Тривић
55. Стојан Трумић
56. Стојан Ћелић
57. Милорад Ћирић
58. Јелена Ћирковић
59. Милан Ћирлић
60. Антон Хутер
61. Иван Цветко
62. Драгутин Цигарчић
63. Љубомир Цинцар-Јанковић
64. Милан Цмелић
65. Алекса Челебоновић
66. Јадвига Четић
67. Милан Четић
68. Оливера Чохаџић Радовановић
69. Анте Шантић
70. Мирјана Шипош
71. Бранко Шотра
72. Милена Шотра

Радови изложени од 4. до 18. новембра:
1. Анте Абрамовић
2. Милета Андрејевић
3. Милош Бабић
4. Милош Бајић
5. Аделина Бакотић-Влајнић
6. Милорад Балаћ
7. Боса Беложански
8. Михаил Беренђија
9. Никола Бешевић
10. Петар Бибић
11. Јован Бијелић
12. Емил Боб
13. Слободан Богојевић
14. Перо Бодрожа
15. Вера Божичковић-Поповић
16. Милан Божовић
17. Ђорђе Бошан
18. Томан Брајовић
19. Војтех Братуша
20. Милена Велимировић
21. Живојин Влајнић
22. Лазар Возаревић
23. Лазар Вујаклија
24. Димитрије-Мића Вујовић
25. Бета Вукановић
26. Бошко Вукашиновић
27. Оливера Вукашиновић
28. Живан Вулић
29. Слободан Гавриловић
30. Оливера Галовић-Протић
31. Милош Гвозденовић
32. Ратомир Глигоријевић
33. Драгомир Глишић
34. Деса Глишић-Јовановић
35. Милош Голубовић
36. Никола Граовац
37. Винко Грдан
38. Боривој Грујић
39. Мило Димитријевић
40. Милица Динић
41. Дана Докић
42. Славе Дуковски
43. Амалија Ђаконовић
44. Светозар Ђорђевић
45. Маша Живкова
46. Ксенија Илијевић
47. Ђорђе Илић
48. Иван Јакобчић
49. Јозо Јанда
50. Љубомир Јанковић
51. Мирјана Јанковић
52. Мара Јелесић
53. Александар Јеремић
54. Богољуб Јовановић
55. Гордана Јовановић
56. Милош Јовановић
57. Вера Јосифовић
58. Оливера Кангрга
59. Бошко Карановић
60. Богомил Карлаварис
61. Милан Керац
62. Милан Кечић
63. Љиљана Ковачевић
64. Јарослав Кратина
65. Лиза Крижанић Марић
66. Марко Крсмановић
67. Слободанка Кузманић
68. Јован Кукић
69. Мајда Курнић
70. Антон Лукатели
71. Светолик Лукић
72. Александар Луковић
73. Иван Лучев

### Вајарство
Радови изложени од 19. октобра до 2. новембра:
1. Мира Марковић-Сандић
2. Периша Милић
3. Славољуб Миловановић
4. Небојша Митрић
5. Божидар Обрадовић
6. Јерко Павишић
7. Димитрије Парамендић
8. Владета Петрић
9. Славка Петровић-Средовић
10. Миша Поповић
11. Светомир Почек
12. Надежда Првуловић
13. Милица Рибникар
14. Сава Сандић
15. Милош Сарић
16. Славољуб Станковић
17. Ристо Стијовић
18. Војин Стојић
19. Радивој Суботички
20. Љубица Тапавички-Берберски
21. Станислав Тасић
22. Симона Таст
23. Јелисавета Шобер

Радови изложени од 4. до 18. новембра:
1. Градимир Алексић
2. Борис Анастасијевић
3. Иванка Ацин-Петровић
4. Милан Бесарабић
5. Слободан Богојевић
6. Вука Велимировић
7. Војислав Вујисић
8. Матија Вуковић
9. Ангелина Гаталица
10. Нандор Глид
11. Радмила Граовац
12. Стеван Дукић
13. Александар Зарин
14. Оља Ивањицки
15. Никола Јанковић
16. Олга Јеврић
17. Јелена Јовановић
18. Божидар Јововић
19. Јован Кратохвил
20. Мирјана Кулунџић-Летица
21. Ото Лого